# Jay (Floryda)
Jay – miasto w Stanach Zjednoczonych, w stanie Floryda, w hrabstwie Santa Rosa.